# Mont Chipoudy
Pour les articles homonymes, voir Chipoudy.
Le mont Chipoudy (en anglais : Shepody Mountain) est une colline au Canada culminant à 327 mètres. Elle est située dans la province du Nouveau-Brunswick, dans le comté d'Albert et entièrement dans la paroisse d'Hopewell. Le mont Chipoudy est l'un des principaux sommets des collines Calédoniennes.
La colline est située dans une région rurale. Elle est rattachée par l'ouest et le nord aux autres collines, bordée à l'est par la rivière Petitcodiac et bordée au sud par le marais de Chipoudy. Au pied du mont se trouvent les communautés de Chemical Road, Shepody et Mountville.
D'après la légende, Jacques Cartier, en naviguant le long de la baie de Fundy, s'exclama « Chapeau de Dieu ! » lorsqu'il vit la montagne à travers la brume. Le nom aurait ensuite été transformée en Chipoudy.